# Graham Zusi
Graham Zusi, né le 18 août 1986 à Longwood (Floride, États-Unis), est un joueur international américain de soccer évoluant au poste de milieu de terrain.

## Biographie

### En club
Zusi réalise une brillante carrière universitaire avec les Terrapins de l'Université du Maryland en remportant le titre de Champion NCAA en 2005 et 2008.
Il est repêché à la vingt-troisième position de la MLS SuperDraft 2009 par les Wizards de Kansas City.
Le 15 novembre 2022, au terme de la saison, le Sporting de Kansas City annonce que son contrat n'est pas renouvelé. Cependant, après négociations, il signe une nouvelle entente d'un an le 2 décembre suivant.

## Palmarès
| Terrapins du Maryland (2)                    | Sporting de Kansas City (3)                                                              | États-Unis (1)                  |
| -------------------------------------------- | ---------------------------------------------------------------------------------------- | ------------------------------- |
| - Champion NCAA : - Vainqueur : 2005 et 2008 | - Coupe MLS : - Vainqueur : 2013 - Lamar Hunt U.S. Open Cup : - Vainqueur : 2012 et 2015 | - Gold Cup : - Vainqueur : 2017 |

## Statistiques
| Saison                | Club                    | Championnat           | Championnat | Championnat | Coupe(s) nationale(s) | Coupe(s) nationale(s) | Compétition(s) continentale(s) | Compétition(s) continentale(s) | Compétition(s) continentale(s) | Séries | Séries | États-Unis | États-Unis | Total | Total |
| Saison                | Club                    | Division              | M.          | B.          | M.                    | B.                    | Comp.                          | M.                             | B.                             | M.     | B.     | M.         | B.         | M.    | B.    |
| 2009                  | Sporting de Kansas City | MLS                   | 13          | 0           | 1                     | 0                     | -                              | -                              | -                              | -      | -      | -          | -          | 14    | 0     |
| 2010                  | Sporting de Kansas City | MLS                   | 19          | 1           | 1                     | 0                     | -                              | -                              | -                              | -      | -      | -          | -          | 20    | 1     |
| 2011                  | Sporting de Kansas City | MLS                   | 32          | 5           | 2                     | 0                     | -                              | -                              | -                              | 3      | 0      | -          | -          | 37    | 5     |
| 2012                  | Sporting de Kansas City | MLS                   | 32          | 5           | 5                     | 2                     | -                              | -                              | -                              | 2      | 0      | 6          | 1          | 45    | 8     |
| 2013                  | Sporting de Kansas City | MLS                   | 27          | 6           | 0                     | 0                     | LCC                            | 3                              | 0                              | 5      | 0      | 12         | 2          | 47    | 8     |
| 2014                  | Sporting de Kansas City | MLS                   | 25          | 5           | 0                     | 0                     | LCC+LCC                        | 2+3                            | 0+0                            | 1      | 0      | 10         | 0          | 41    | 5     |
| 2015                  | Sporting de Kansas City | MLS                   | 25          | 2           | 2                     | 1                     | -                              | -                              | -                              | 1      | 0      | 4          | 0          | 32    | 3     |
| 2016                  | Sporting de Kansas City | MLS                   | 21          | 2           | 1                     | 0                     | -                              | -                              | -                              | 1      | 0      | 10         | 2          | 33    | 4     |
| 2017                  | Sporting de Kansas City | MLS                   | 24          | 0           | 3                     | 0                     | -                              | -                              | -                              | 1      | 0      | 13         | -          | 41    | 0     |
| 2018                  | Sporting de Kansas City | MLS                   | 34          | 2           | 2                     | 0                     | -                              | -                              | -                              | 4      | 0      | -          | -          | 40    | 2     |
| 2019                  | Sporting de Kansas City | MLS                   | 27          | 0           | 1                     | 0                     | LCC                            | 5                              | 0                              | -      | -      | -          | -          | 33    | 0     |
| 2020                  | Sporting de Kansas City | MLS                   | 17          | 1           | -                     | -                     | -                              | -                              | -                              | 0      | 0      | -          | -          | 17    | 1     |
| 2021                  | Sporting de Kansas City | MLS                   | 28          | 1           | -                     | -                     | -                              | -                              | -                              | 0      | 0      | -          | -          | 28    | 1     |
| 2022                  | Sporting de Kansas City | MLS                   | 21          | 2           | 1                     | 0                     | -                              | -                              | -                              | -      | -      | -          | -          | 22    | 2     |
| 2023                  | Sporting de Kansas City | MLS                   | 0           | 0           | 0                     | 0                     | -                              | -                              | -                              | -      | -      | -          | -          | 0     | 0     |
| Total sur la carrière | Total sur la carrière   | Total sur la carrière | 345         | 32          | 19                    | 3                     | -                              | 13                             | 0                              | 18     | 0      | 55         | 5          | 450   | 40    |